# Ferdinand von Wintzingerode
Baron Ferdinand von Wintzingerode (rusko Фердинанд Фёдорович Винцингероде oz. Ferdinand Fjodorovič Vinzingerode), nemški general, * 1770, † 1818.
Bil je eden izmed pomembnejših generalov, ki so se borili med Napoleonovo invazijo na Rusijo; posledično je bil njegov portret dodan v Vojaško galerijo Zimskega dvorca.

## Življenje
Sprva je služil v vojskah Hesseja in Avstrije, a je nato leta 1797 prestopil v rusko službo. Naslednje leo je postal adjutant carjeviča Konstantina Pavloviča. Sodeloval je v italijansko-švicarski kampanji leta 1799, nakar je bil leta 1802 povišan v generaladjutanta. 
Leta 1809 je ponovno vstopil v avstrijsko službo, nato pa se je leta 1812 vrnil v Rusijo. Med patriotsko vojno je organiziral specialno konjeniško enoto, ki je veljala v francoskem zaledju; Vinzingerode velja za prvega partizana vojne. 
Ker je bil tujec, ni bil priljubljen pri prebivalstvu in vojakih, a je bil tako bolj priljubljen pri carju Aleksandru I.